# صوفيا بيرناس
صوفيا بيرناس (بالإنجليزية: Sofia Pernas)‏ (مواليد 1989) هي ممثلة مغربية إسبانية تقيم حاليًا في لوس أنجلوس. قامت ببطولة مسلسل NBC The Brave، وحالياً دور البطولة في سلسلة CBS Blood & Treasure

## حياتها
انتقلت بيرناس إلى الولايات المتحدة عندما كانت في الخامسة من عمرها ونشأت في مقاطعة أورانج.والدتها من المغرب، بينما والدها من إسبانيا، وكلاهما متعدد اللغات. العربية والإنجليزية والإسبانية والألمانية. على الرغم من أنها تخطط لمهنة في الصحافة، فقد تم إعادة توجيهها إلى مهنة في عرض الأزياء والتمثيل بعد أن تم الكشف عنها.

## مهنة
لعبت صوفيا دور ماريسا سيراس على The Young and The Restless في عام 2015، وظهرت على التينوفيلا جين ذا فيرجين من 2016 إلى 2017. قامت ببطولة دور هانا ريفيرا في سلسلة NBC The Brave من 2017 إلى 2018، ومنذ عام 2019 لعبت Lexi Vaziri على سلسلة CBS الدم والكنز.

## روابط خارجية
- صوفيا بيرناس على موقع IMDb (الإنجليزية)
- صوفيا بيرناس على موقع ألو سيني (الفرنسية)
- صوفيا بيرناس على موقع قاعدة بيانات الفيلم (الإنجليزية)